# Alberto Reig Tapia
Alberto Reig Tapia (Madrid, 1949) est un historien et politologue espagnol.
Détenteur notamment d’un doctorat de l’université de Pau, il est depuis 2001 professeur titulaire de sciences politiques à l’université Rovira i Virgili de Tarragone. Son domaine de spécialité est la politique espagnole contemporaine, en particulier la Guerre civile de 1936-1939 et les processus politiques sous la Seconde République, à laquelle il a consacré plusieurs ouvrages marquants. Il est connu aussi pour s’être engagé contre l’indépendantisme catalan et avoir pourfendu, avec des accents souvent polémiques, l’historiographie révisionniste néofranquiste.

## Biographie
Après une licence en sciences politiques et sociales et en sciences de l’information, Alberto Reig Tapia obtint en 1982 un doctorat en sciences politiques et en sociologie à l’université complutense de Madrid, puis soutint, sous la direction de l’historien Manuel Tuñón de Lara, une thèse de doctorat à l’université de Pau en France. Il a ensuite enseigné au département de Sciences politiques et administratives (1974-2000) et dispensé des cours de politique espagnole contemporaine et de culture et civilisation hispaniques dans différentes universités de New York et à Harvard, aux États-Unis,. Il est depuis 2001 titulaire de la chaire de sciences politiques à l’université Rovira i Virgili (URV, établie à Tarragone).
Le domaine de spécialité de Reig Tapia est l’étude de l’Espagne contemporaine sous l’angle de la culture politique : processus historiques, attitudes, comportements, violence, légitimation et mythification politiques sous la Seconde République, la Guerre civile, le franquisme, et la démocratie. Il a apporté son concours, à titre de chercheur, à la série documentaire intitulée « Memoria de España: medio siglo de crisis, 1896-1936 » (littér. Mémoire de l’Espagne : un demi-siècle de crises, 1896-1936, de 1983), dirigée par Ricardo Blasco et diffusée par la chaîne TVE, puis, en tant qu’assistant-rédacteur, à la série dirigée par Pascual Cervera « España en guerra, 1936-1939 » (de 1987). En 1986, il fut fondateur et membre du comité de direction de la Sociedad de Estudios de la Guerra Civil y del Franquismo (SEGUEF), et fait partie aujourd’hui (2022) du Centre d'Estudis sobre les Époques Franquista i Democrática (CEFID). Depuis 2013, il est membre-cofondateur du CECOS — soit : Centro de Estudios sobre Conflictos Sociales: guerras, exilios, transiciones y migraciones en el mundo contemporáneo —, de l’URV.
Entre 1979 et 1986, Reig Tapia s’attacha à critiquer les travaux et la méthodologie de recherche de Ramón Salas Larrazábal sur les victimes de la Guerre civile. Francisco Espinosa Maestre, qui était membre de la commission d’experts chargée d’assister le juge Baltasar Garzón dans sa mission de composer un dossier sur les crimes contre l’humanité commis par les autorités franquistes, déclara à ce propos : « Il convient de reconnaître la dette que nous, chercheurs sur la répression, avons contractée envers Alberto Reig Tapia, le premier qui, de l’intérieur, ait réfléchi sur, et mis un peu d’ordre dans, une question aussi compliquée, et aux recherches de qui [...] il est toujours obligatoire de se reporter ».
Reig Tapia rechignait à se soumettre à l’impératif d’oubli du passé immédiat de l’Espagne, impératif qui fut de rigueur pendant la période démocratique et auquel les milieux de gauche en Espagne avaient consenti à se plier, dans le souci d’assurer un consensus général durant la Transition,. Dans son ouvrage Anti Moa. La subversión neofranquista de la Historia de España (2006), Reig Tapia se manifeste comme l’un des plus âpres détracteurs de l’auteur révisionniste Pío Moa, écrivant notamment, en conclusion de son livre (à la p. 486), que « Moa n’est pas un historien et ce qu’il écrit n’est pas de l’historiographie », mais de l’« historiettographie » (p. 53), et qualifiant Moa de « phénomène médiatique» (p. 54) « surgi du néant » (p. 477), de « publiciste [s’exprimant] sur des sujets plus ou moins historiques » (p. 165), dont l’œuvre ne mérite pas « la moindre considération de la part des professionnels » de l’histoire (p. 53), qui n’a récolté que le « rejet ferme et unanime de la communauté historiographique nationale et internationale » (p. 168), dont les « résultats inexistants apparaissent, après examen, ouvertement propagandistes, jamais académiques » (p. 479-480), qui « ignore » jusqu’aux « rudiments les plus élémentaires » de la « méthode scientifique propre à toutes les sciences » (p. 54) ainsi que « toute la bibliographie académique des dernières années » (p. 172) ; Reig Tapia tient Moa pour un continuateur de l’historiographie franquiste, arguant, à propos de son livre Los mitos de la Guerra Civil, qu’il s’agit « d’un parfait condensé des lieux communs essentiels de l’“historiographie” franquiste, dûment réajustée, du point de vue formel, aux temps nouveaux » (p. 164).

### Prise de position contre le processus d’indépendance de la Catalogne
À partir de 2014, par le biais de différents articles d’opinion qu’il publia à ce sujet dans le quotidien Diari de Tarragona, dont le premier s’intitulait « El poder y el derecho a decidir » (littér. le Pouvoir et le droit de décider, paru le 2 février 2014), Reig Tapia commença à se positionner contre le processus d’indépendance de la Catalogne.
Le 17 septembre 2017, il figura — aux côtés notamment de Félix Ovejero et de Francesc de Carreras, fondateurs de l’association Ciutadans de Catalunya (littér. Citoyens de Catalogne) — parmi les huit seuls professeurs d’université catalans ayant signé le manifeste Parar el golpe. 500 profesores en defensa de la democracia constitucional (littér. Arrêter le coup d’État. 500 professeurs prennent la défense de la démocratie constitutionnelle), dont les premiers signataires étaient Fernando Savater et Ángel Viñas et qui fut rendu public dix jours après que la majorité indépendantiste au Parlement de Catalogne eut approuvé entre le 6 et 7 septembre la loi sur le référendum d’autodétermination de la Catalogne et la loi de transition juridique et constitutive de la République, qui rompaient avec la légalité constitutionnelle et statutaire et qui furent du reste immédiatement suspendues (puis, plus tard, annulées) par le Tribunal constitutionnel. Dans le manifeste, le gouvernement de Mariano Rajoy était requis d’empêcher « la tenue d’un faux “référendum” illégitime et illégal, en mettant à la disposition de la justice les responsables de cette entorse à la démocratie et en faisant en sorte que tout le poids de la loi retombe sur eux »,.
Le 21 septembre, le lendemain des incidents qui s’étaient produits devant le département catalan de l'Économie (Conselleria d’Economia), et quatre jours seulement après la publication du manifeste Parar el golpe, le Syndicat des étudiants des Pays catalans de l’université Rovira i Virgili (SEPC-URV) exigeait la démission d’Alberto Reig Tapia au motif qu’il avait signé un manifeste attentatoire aux « libertés et droits du peuple catalan » et appelé « à la censure et l’usage de la violence contre la volonté populaire ». Le communiqué du SEPC-URV se terminait par la phrase : « Le fascisme avance si on ne le combat pas ». Dans le même temps, Reig Tapia fut la cible d’attaques sur les réseaux sociaux — « qu’on décapite cet excité », était-il dit dans un tweet (en castillan), et dans d’autres il était traité de « feixista » ('fasciste') — et son portrait était affiché dans un média indépendantiste en ligne, à côté de celui des sept autres professeurs d’université catalans ayant signé le manifeste concerné. Il est à noter qu’aucun professeur ni aucune autorité universitaire de l’université Rovira i Virgili, ni d’aucune autre université catalane, ne se manifesta pour défendre leur droit à s’exprimer librement, au contraire de trois centaines de professeurs d’universités espagnoles et étrangères, qui apposèrent leur signature sous un manifeste intitulé « En defensa de la libertad de expresión de los profesores en Cataluña », publié dans le quotidien El País le 29 septembre 2017 ; les deux premiers signataires étaient les hispanistes John H. Elliot (Grande-Bretagne) et Joseph Pérez (France),.
Au début de 2021, Reig Tapia publia l’ouvrage El desafío secesionista catalán. El pasado de una ilusión (littér. Le Défi sécessionniste catalan. Le passé d’un idéal), virulent réquisitoire contre le nationalisme catalan de façon générale et contre le sécessionnisme catalan en particulier, assorti d’un regard très critique sur les événements de l’automne 2017 et d’une apologie des principes et idées du constitutionnalisme-unionisme. Il se mit en devoir également de démasquer les pseudohistoriens, les historiettographes (ainsi qu’il les appelle), de l’Institut Nova Història. Reig Tapia par ailleurs se définit dans le livre comme un « antinationaliste ‘tout court’ », compte tenu que tous les nationalismes « portent sur eux le stigmate d’une idéologie négative et d’exclusion et, autant que faire se peut, injonctive et expansionniste ». En ce qui concerne l’Espagne, Reig Tapia se classe parmi ceux qui la considèrent « comme une pluralité fascinante dans sa riche variété, par l’effet de l’assemblage des différents éléments historiques et culturels qui la constituent. […] Moi-même, je suis bien évidemment de ceux qui s’efforcent de donner corps à cette variété bénie et de la renforcer, mais en aucune façon de détruire et d’affaiblir sa magnifique unité et solidarité. Et moins encore au nom de la démocratie, laquelle est plurielle par définition, ou n’est pas ». « Nous vivons dans un pays libre et jouissons d’une Constitution qui garantit et protège les droits fondamentaux de l’homme, et ce pour toutes les personnes, sans égard au lieu où elles sont nées et où elles vivent ». « Ce qu’il convient de faire, c’est de stimuler le principe de la diversité et d'éduquer dans ce principe. C’est la seule voie pour échapper à l’écheveau de mensonges qui se tisse autour du mythe de l’identité ».

## Publications

### Comme auteur
- (es) Ideología e historia. Sobre la represión franquista y la Guerra Civil, Madrid, Akal, coll. « España sin espejo », 1984, 184 p. (ISBN 978-8476000144) (avec une préface de Manuel Tuñón de Lara).
- (es) Violencia y Terror. Estudios sobre la Guerra Civil Española, Madrid, Akal, coll. « Universitaria », 1990, 192 p. (ISBN 84-7600-693-4)[1].
- (es) Franco «Caudillo»: Mito y realidad, Madrid, Editorial Tecnos, 1995, 302 p. (ISBN 978-8430928002)[21],[22].
- (es) Memoria de la Guerra Civil. Los mitos de la tribu, Madrid, Alianza Editorial, 1999, 398 p. (ISBN 978-8420667430)[23],[24].
- (es) Franco, el César Superlativo, Madrid, Editorial Tecnos, 2005, 400 p. (ISBN 978-8430943494)[25].
- (es) La cruzada de 1936: mito y memoria, Madrid, Alianza Editorial, 2006, 432 p. (ISBN 978-8420647777)[26].
- (es) Anti-Moa. La subversión neofranquista de la Historia de España, Barcelone, Ediciones B, 2006, 528 p. (ISBN 978-8466628099) (avec une préface de Paul Preston)[27].
- (es) Revisionismo y política. Pío Moa revisitado, Madrid, Foca, coll. « Investigación », 2008, 304 p. (ISBN 978-84-96797-10-9).
- (es) La crítica de la crítica. Inconsecuentes, insustanciales, impotentes, prepotentes y equidistantes, Madrid, Siglo XXI, coll. « España », 2017, 504 p. (ISBN 978-8432318658).
- (es) España constitucional (1978-2018): Trayectorias y perspectivas, vol. 5, Madrid, Centro de Estudios Políticos y Constitucionales, 2018, 1160 p. (ISBN 978-8425917653), « La política, la Constitución y la soberanía. Sobre Cataluña en el aniversario de la Constitución », p. 4257-4276 (ouvrage collectif sous la direction de Benigno Pendás, 5 tomes, 4673 pages au total).
- (es) La democracia herida. La tormenta perfecta, Madrid, Marcial Pons, coll. « Biblioteca de gobernanza y derechos humanos », 2019, 449 p. (ISBN 978-8491236542), « España y Cataluña. Un inquietante malestar », p. 355-385 (ouvrage collectif sous la direction d’Álvaro Soto).
- (es) El desafío secesionista catalán. El pasado de una ilusión, Madrid, Editorial Tecnos, 2021, 560 p. (ISBN 978-8430981359).

### Comme coordinateur
Comme coordinateur et auteur : 
- (es) Manuel Tuñón de Lara. El compromiso con la Historia. Su vida y su obra, Bilbao, Servicio Editorial de la Universidad del País Vasco, 1993, 356 p. (ISBN 84-7585-409-5) (ouvrage collectif, en collaboration avec José Luis de la Granja Sainz ; préface de Pedro Laín Entralgo).
- (es) Tuñón de Lara y la Historiografía Española, Madrid, Siglo XXI de España, 1999, 364 p. (ISBN 84-323-1003-4) (ouvrage collectif, en collaboration avec José Luis de la Granja Sainz et Ricardo F. J. Miralles Palencia)[28].
- (es) Exilios en el mundo contemporáneo: vida y destino, Tarragone / México D.F., Publicacions Universitat Rovira i Virgili / Universidad Autónoma de la Ciudad de México / Sistemas de Inteligencia en Mercados y Opinión, 2016, 548 p. (ISBN 978-607-9465-17-9, lire en ligne) (ouvrage collectif, en collaboration avec Josep Sánchez Cervelló).
- (es) Transiciones en el mundo contemporáneo, Tarragone / Mexico, Publicacions Universitat Rovira i Virgili / Universidad Nacional Autónoma de México, 2016, 706 p. (ISBN 978-84-8424-500-1, lire en ligne) (ouvrage collectif, en collaboration avec Josep Sánchez Cervelló).
- (es) La Guerra Civil española, 80 años después. Un conflicto internacional y una fractura cultural, Madrid, Tecnos, 2019, 584 p. (ISBN 978-8430976096) (ouvrage collectif, en collaboration avec Josep Sánchez Cervelló).

### Réception critique
Les collègues historiens de Reig Tapia ont émis sur son œuvre historiographique les commentaires suivants :
En 2000, Miguel García-Posada estimait que Reig Tapia « fait montre d’une louable connaissance de la mémoire littéraire de la Guerre civile ».
Juan Sisinio Pérez Garzón déclara en 2001 à propos de Memoria de la Guerra Civil. Los mitos de la tribu qu’il s’agit d’un ouvrage indispensable, dont il est juste de recommander la lecture afin que les générations futures connaissent les souffrances que comportait la dictature, et que le livre « témoigne sans détours de l’utilité sociale de la mémoire historique pour organiser un vivre-ensemble démocratique ».
En 2008, Pedro Carlos González Cuevas soutenait que dans l’œuvre de Reig Tapia « c’est clairement le pathos qui prime sur le logos » et qualifiait l’auteur de « continuateur et héritier » du « front-populisme historiographique ».
En 2009, Estanislao Cantero soulignait que dans l’ouvrage de Reig Tapia Anti Moa. La subversión neofranquista de la Historia de España, « il y a lieu de faire une distinction permanente entre ce qui relève du pur pamphlet et ce qui est de la critique historique » et posait que Reig Tapia était probablement le cas le plus représentatif d’une historiographie nouvelle qui « s’applique à démolir ».
Selon Justo Serna Alonso, « AntiMoa, d’Alberto Reig Tapia, est l’un de ces rares livres qui abordent directement le phénomène du révisionnisme, ses procédés et ses ressources. Bien que je sois d’accord avec la critique que l’auteur fait de Pío Moa et d’autres propagandistes apparentés, je ne partage pas ses usages linguistiques, sa manière de s’exprimer et une bonne part de ses métaphores. Il vitupère, mais les invectives qu’il leur adresse ne sont pas une preuve susceptible d’emporter la conviction. Je dois reconnaître que c’est un livre nécessaire, nécessaire en raison de son objet, attendu qu’il démonte pièce par pièce ce qui n’est que des textes historiques mystificateurs, voire pamphlétaires, qui tant l’irritent et nous irritent. C’est pourquoi le volume se passerait bien de la rhétorique qu’il vilipende : l’emphase provocatoire ».
L’hispaniste canadienne Maryse Bertrand écrivit en 2002 de Memoria de la Guerra Civil que ce livre « constitue un excellent passage en revue des productions culturelles de la guerre fratricide et de ses conséquences, une analyse profonde et originale des mythes créés par la “tribu espagnole” ».
En 2002, l’historien Enrique Moradiellos, ayant d’abord constaté dans Memoria de la Guerra Civil un « propos général polémiste et combatif », considérait que l’ouvrage de Reig Tapia « peut se comprendre comme le point culminant d’une trajectoire personnelle de recherche sur un thème qui avait eu pour déclencheur une étude pionnière [à savoir : Ideología e historia] [...], [l’auteur] a réussi à poser un jalon marquant avec son avant-dernier livre [Franco « caudillo ». Mito y realidad]. À l’égal de ces précédents travaux, l’ouvrage objet de la présente recension présente clairement quelques-unes des caractéristiques du mode opératoire d’Alberto Reig Tapia dans sa double qualité de politologue et d’historien contemporanéiste » et soulignait en particulier « l’exhaustivité dans la recherche de sources d’information (tant d’archives que de presse ou bibliographiques), le goût de la précision du détail crucial ou anecdotique, et la pondération critique des témoignages adverses sur des aspects polémiques ou controversés ».